# Canon EOS-1Ds Mark II
Die Canon EOS-1Ds Mark II ist eine digitale Spiegelreflexkamera des japanischen Herstellers Canon, die im November 2004 in den Markt eingeführt wurde. Sie wird inzwischen nicht mehr produziert. Der Hersteller richtete sie an Berufsfotografen.

## Technische Merkmale
- 16,7-Megapixel-Vollformat-CMOS-Sensor
- Wetterfestes Gehäuse aus Magnesiumlegierung
- 2,0"-LCD (320 × 240 Pixel)
- 4,0 Bilder/Sekunde
- Kompatibel mit allen EF-Objektiven und EX-Speedlite-Blitzgeräten
- DIGIC-II-Prozessor

## Trivia
Bei der Stop-Motion-Produktion „Corpse Bride – Hochzeit mit einer Leiche“ kamen 31 Canon-EOS-1Ds-Mark-II-Kameras mit Objektiven des japanischen Herstellers Nikon zum Einsatz, mit denen binnen 55 Wochen 109.440 individuell animierte Einzel-Einstellungen fotografiert wurden, und schließlich zum endgültigen Spielfilm weiterverarbeitet wurden.